# Karátsony-kastély
A Karátsony-kastély Vönöckön, Vas vármegyében található.

## Története
A kastélyt 1902–1903-ban Miskolczi Imre neobarokk, neoklasszicista (eklektikus) stílusban építette. Később a Pfeiffer család, majd a Karátsony család tulajdonába került. A kastélyban 59 évig általános iskolai képzés folyt. Ma szállónak van kialakítva, parkja rendezett.

## Leírása
Tört alaprajzú középrizalitja háromtengelyes, a tengely közepében lévő ajtó a nyitott teraszra vezet, mely alá kocsialáhajtót építettek, tartópilléreit kosárívek kötik össze. A nyitott erkélyt virágmintás (napraforgó) kovácsoltvas korlát keretezi, amely oszlopokhoz kapcsolódik, a két sarkán lévő oszlopkő virágvázákkal ékesített. A kocsialáhajtó középső nyílása előtt lépcsőzet vezet fel az aláhajtóra, melyet szintén íves kovácsoltvas korlát kísér, mögötte a kastély főbejárata vezet a földszinti fogadóba. Úgy tűnik, hogy a kocsialáhajtó csak esztétikai okokból készült, hiszen a park talajszintje jóval alacsonyabb az aláhajtó szintjénél és még az előtte márványból kiépített lépcső is ezen feltevést látszik igazolni. Nagyon szépen kiépített fedett terasz látszatát kelti.
A kocsialáhajtó két szélső sarokpillérét a külső oldalon keretbe foglalt angyalfejek díszítik, a keret oldalát és végződését bojtok zárják. A kastély homlokzatai vízszintesen hornyoltak, ebbe vannak beépítve az ablakok konzolos könyöklővel és fejezetükben zárókővel. Az épület sarkai rusztikusan kváderezettek.
A nyitott emeleti teraszajtó felett konzolokra támaszkodó díszes mintázattal kísért nemesi címerrészlet látható; a címerpajzson kitárt szárnyú galamb csőrében gallyat tartva, felette pántos sisak, amelyet ötágú nemesi korona zár le. Az épület lábazati öve és zárópárkányai hangsúlyosak. A zárópárkány ritkafogazat-díszítésű.
A kastély valamennyi homlokzatát középrizalitok díszítik. A nyugati homlokzat hangsúlyos, ebben nyert kialakítást a díszes kovácsoltvas korláttal kísért egypihenős lépcsőzet. Külön érdekessége a nyugati (hátsó) rizalit főbejárata mögé épített „vendégváró” (vendégfogadó) fülke a kisméretű íves fejezetű ablakával. Az északi középrizalitjában helyezkedik el a személyzeti bejáró, mely mögött a középfolyosóról a konyhai részt lehetett megközelíteni.
Az épület földszintje középfolyosós rendszerű, az emeleten nagy méretű fogadóval. A lépcsők áthidalói lesarkítottak, amelyek vállpárkány nélkül bojtos díszítéssel záródnak. A bojtos díszítés a kastély külső és belső falfelületein domináló díszítő elem. A mennyezetek stukkó díszítésűek. Az épületeket kontyolt – összetett – nyeregtető fedi, míves barokk padlás szellőzőkkel, melyek süvegfejezetűek és felettük csúcsdíszítmény látható. A tetőzetet külön ónlemezekből készült csúcsíves díszítmények ékesítik.